# Landmark 81
La Landmark 81 és el gratacel més alt de la Ciutat Ho Chi Minh (Vietnam).
L'edifici, que es va començar el 2014, es va completar el 2018 amb una alçada de 461,2 metres i un cost total del projecte de 1.470 milions dòlars estatunidencs. És l'edifici més alt del sud-est d'Àsia i el quart edifici més alt del món. És propietat d'una empresa vietnamita i es fa servir com a seu d'oficines i centre comercial.